# 이붕화 레늄
이붕화 레늄은 붕소와 레늄이 결합한 광물이다. 다이아몬드보다 단단하다고 알려져 있다.

## 붕소 화합물
붕소 화합물 중에는 산화 붕소(B2O)와 탄화 붕소(B4C)가 있다. 이 두 화합물 모두 다이아몬드보다 단단하다고 추측된다.

## 같이 보기
- 초경재료